# Бадрађи (Сучава)
Бадрађи (рум. Badragi) насеље је у Румунији у округу Сучава у општини Замостеа. Oпштина се налази на надморској висини од 311 m.

## Становништво
Према подацима из 2002. године у насељу је живело 236 становника, од којих су сви румунске националности.